# Khushi bedeutet Glück!
Khushi (Hindi: ख़ुशी, Urdu: خُشی, übersetzt: Glück) ist ein Bollywoodfilm aus dem Jahr 2003 und wurde vom Regisseur S. J. Surya unter dem gleichen Titel auch in den südindischen Sprachen Tamil und Telugu gedreht. An den Kinokassen hatte er keinen Erfolg.

## Handlung
Ein kleiner Junge Karan wird in Kalkutta geboren, zeitgleich kommt ein Mädchen namens Khushi in einem Dorf zur Welt. Schon am Anfang prophezeit der Erzähler ihr gemeinsames Schicksal der Liebe.
Einige Jahre später: Karan und Khushi studieren an demselben College in Bombay. Die beiden lernen sich durch ihre besten Freunde Priya und Vicky kennen. Priya und Vicky sind ineinander verliebt, müssen sich aber stets heimlich treffen, damit Priyas tyrannischer Vater kein Wind davon bekommt. Für die heimlichen Treffen sind Karan und Khushi verantwortlich und dabei kommen sie sich näher. Dennoch will keiner der beiden ihre Zuneigung gestehen. 
Erst als sich das Studium dem Ende neigt, wird ihnen bewusst, dass sie sich womöglich nie wieder sehen werden, und sie nehmen so ihren Mut zusammen. Da Karan und Khushi sich verpassen, hinterlassen sie Briefe, die ihre wahren Gefühle ausdrücken. Nachdem Khushi in ihr Heimatdorf zurückkehrt, trifft sie dort auf ihre Eltern, die ihre arrangierte Hochzeit bereits vorbereitet haben. Als Khushi ihren Bräutigam sieht, ist sie überglücklich – es ist Karan.

## Musik
| # | Song                   | Sänger/in                 |
| - | ---------------------- | ------------------------- |
| 1 | Aaj Piya               | Sunidhi Chauhan           |
| 2 | Good Morning India     | Sonu Nigam                |
| 3 | Hai Re Hai Re          | KK, Hema Sardesai         |
| 4 | Jiya Main Jiya         | Udit Narayan, Alka Yagnik |
| 5 | Khushi Aaye Re Aaye Re | Sunidhi Chauhan           |
| 6 | Tere Bina              | Shaan, Alka Yagnik        |

## Kritik
"Khushi" ist durch und durch mittelmässig.  (von molodezhnaja.ch) 